# Послание к Филиппийцам
Послание к Филиппийцам (др.-греч. Ἐπιστολὴ πρὸς Φιλιππησίους , лат. Epistula ad Philippenses ) — книга Нового Завета, написанная апостолом Павлом и адресованная христианам македонского города Филиппы. Послание относится к поздним, так как написано «в узах» (1:7) 

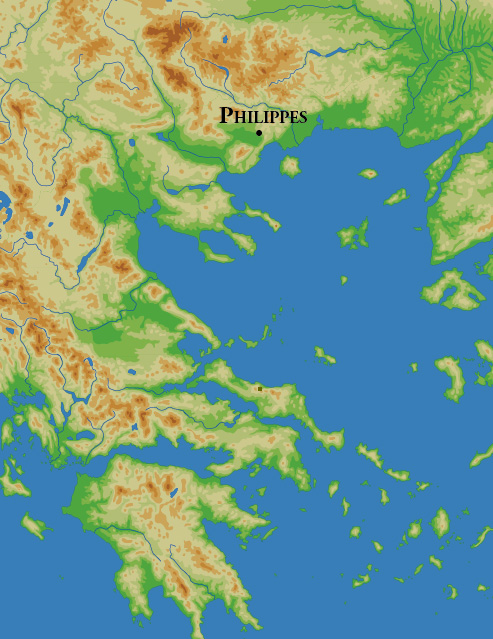

## История
Община македонского города Филиппы была первой христианской общиной в Европе. Она была основана апостолами Павлом и Силой во время второго миссионерского путешествия апостола Павла в 49 — 52 гг. (Деян. 16:11—40). Филиппийская община была одной из любимых общин апостола, от нее он неоднократно получал денежные пособия на дело проповеди, а также на проживание в Риме под стражей. Павел призывает своих читателей к единодушию (греч. σύμψυχοι) и единомыслию (2:2). Особо он ополчается на иудеохристиан, которые настаивали на необходимости обрезания. Павел утверждает, что наше жительство (греч. πολίτευμα) на небесах (3:20), куда мы попадем после преображения тела.
Послание написано в Риме, во время первого заключения апостола, в 61 — 62 годах. В послании говорится, что вместе с Павлом приветствия филиппийцам передают и люди из «кесарева дома» (греч. Καίσαρος οἰκίας — 4:22). Исходя из приветствия от «Павла и Тимофея», можно предположить, что послание  было записано со слов Павла его любимым учеником — Тимофеем.
Послание было известно древним отцам Церкви; святитель Поликарп Смирнский ссылается на него в своём собственном «Послании к Филиппийцам».

## Основные темы
- Приветствие (1:1, 2)
- Благодарность Богу за общину филиппийцев (1:3—11)
- Узы апостола и проповедь Евангелия (1:12—30)
- Христос — пример для всех (2:1—18)
- В Филиппы послан Епафродит, будет послан Тимофей, апостол также надеется ещё там побывать (2:19—30)
- Пример апостола и предостережение против лжеучителей (глава 3)
- Призыв к радости (4:1—9)
- Благодарность за помощь (4:10—19)
- Заключение (4:20—23)